# Ogrožena vrsta (IUCN)
Ogrožene vrste so tisti primerki flore in favne na Zemlji, ki jim grozi izumrtje zaradi človeškega vpliva ali naravnih dejavnikov. Izraz se največkrat nanaša na biološke vrste, lahko pa tudi na druge taksonomske kategorije, npr. podvrste.

## IUCN definicija
Svetovna zveza za varstvo narave (IUCN) je najpomembnejša avtoriteta za ogrožene vrste, ki ogrožene vrste obravnava v treh kategorijah, odvisno od stopnje ogroženosti:
- Ranljiva vrsta
- Prizadeta vrsta
- Skrajno ogrožena vrsta

Kategorije v katere se uvrščajo skoraj ogrožene vrste so potencialno ogrožena, najmanj ogrožena in varstveno odvisna vrsta. Vrste, ki še niso bile ocenjene (NE) ali nimajo dovolj podatkov (premalo podatkov), IUCN ne umešča med »ogrožene«.

## Človek kot dejavnik upadanja biodiverzitete
Vzroki upadanja raznolikosti življenja so v veliki meri posledica rasti populacije - na začetku 20. stoletja je na Zemlji živelo 1,6 milijard ljudi, leta 1800 nekaj manj kot milijarda ljudi, v 200 letih je zraslo na 6 milijard, leta 2005 nas je že 6,5 milijarde. Leta 2010 pa že 7.
Trend upadanja raznolikosti življenja je posledica dejavnosti človeka:
- Spreminjanje in uničevanje rastišč rastlinskih in bivališč živalskih vrst zaradi gradnje in širjenja mest, cest, letališč, koridorjev za daljnovode; regulacij potokov in rek, gradnje hidrocentral; osuševanje mokrišč; preprečevanje poplavljanja travnikov in gozdov; krčenje grmišč in živih mej; gozdne golosečnje; strojnega izravnavanja gorskih travišč in pašnikov za smučišča itd.
- Zastrupljanje okolja - z dimnimi plini iz hišnih kurišč in industrijskih obratov, z izpušnimi plini zaradi prometa; zastrupljanje vod z izlivi odplak v naravne vode; z neposredno uporabo biocidov v kmetijstvu, s soljenjem smučišč
- Vnašanje tujerodnih vrst, ki s plenjenjem ali z ekološko tekmovalnostjo spremenijo naravna populacijska razmerja domorodnih življenjskih združb (npr. vnašanje tujih ribjih vrst zaradi ribolova).
- Povzročanje hrupa v nenaseljenem prostoru (promet po gozdnih cestah, uporaba gozdnih žag, turizem v gozdovih, množična osvajanja vrhov)
- Lov, krivolov, nabiranje rastlin in živali zaradi hrane, trofej in zaradi ljubiteljskega in raziskovalnega zbiranja.
- Preštevilčnost populacij rastlinojedih živali (posebno srnjad in jelenjad), ki ogroža naravno obnavljanje gozdov
- Priudomačevanje velikih sesalcev zaradi dodatnega krmljenja (sorazmerno velika številčnost medvedov in jelenjadi)
- Epidemije kužnih bolezni in zajedavcev (gamsja slepota, steklina)
- Spreminjanje krajinske podobe, ki jo je skozi stoletja ustvarjal človek in pomeni prispevek k biološki raznovrstnosti narave (na krasu izginjajo senožeti, polja obdana s kamnitimi ogradami ter se spreminjajo v gozdove)
- Izumiranje za pokrajino značilnih starih avtohtonih pasem, ki jih nadomeščajo z gospodarnejšimi novimi pasmami (štajerska kokoš, krškopoljski prašič)

## Rdeči seznami
Namen rdečih seznamov je prikazati stanje favne in flore glede na stopnjo njene ogroženosti ter s tem seznaniti javnost. So pomembna osnova za vrednotenje in določanje stopnje ogroženosti ekosistemov. So osnova za pripravo predlogov za zavarovanje ogroženih vrst in predlogov za vključevanje ogroženih vrst v mednarodne konvencije.
Prvi osnutek rdečih seznamov je pripravil angleški naravoslovec sir Peter Scott leta 1960. Sledile so mu številne države po vsem svetu. Tudi v Sloveniji imamo rdeči seznam, ki pa seveda ni dokončen, pač pa se z leti spreminja in dopolnjuje glede na nova spoznanja in spremembe ogroženosti.

### Rdeči seznam IUCN
Glavni članek: Rdeči seznam IUCN
Leta 2006 se je na seznamu IUCN znašlo kar 40.177 različnih vrst, od tega jih je 16.119 že na robu izumrtja. Trend zmanjševanja biološke raznolikosti pa se še vedno nadaljuje. Med vrstami, ki jim v kratkem grozi izumrtje, so tega leta znašli polarni medved, veliki povodni konj, nekatere vrste gazel ter večina vrst morskih psov in sladkovodnih rib, predvsem na območju Evrope in Afrike. Zaradi globalnega segrevanja so med najbolj ogroženimi polarni medvedi, saj se je zaradi podnebnih sprememb na Arktiki, kjer večinoma živijo, debelina ledu znatno prostorsko skrčila in stanjšala. Znanstveniki zato napovedujejo, da se bo v prihodnjih 50 letih število polarnih medvedov zmanjšalo za približno 30 odstotkov, medtem ko bi v 100 letih lahko povsem izumrli.
Živali in rastline na spodnjem seznamu so primeri ogroženih vrst. Zaradi različnih standardov pri določanju katera vrsta je ogrožena in zaradi velikega števila ogoženih vrst ta seznam ni popoln. Stanje ogroženosti vrste je po Rdečem seznamu IUCN iz leta 2006 in se lahko vsako leto spremeni.

#### Ogroženi sesalci
- Ailuropoda melanoleuca - Orjaški panda - EN
- Ailurus fulgens - Mačji panda ali Mačji medved ali Mali panda - EN
- Balaenoptera borealis - Zajval ali Borealni kit - EN
- Balaenoptera musculus - Sinji kit - EN
- Balaenoptera physalus - Hrbtopluti kit ali Brazdasti kit - EN
- Bison bison - Ameriški bizon - LR/cd
- Bos javanicus - Banteng - EN
- Canis rufus - Rdeči volk - CR
- Capra walie - Etiopski kozorog - CR
- Daubentonia madagascariensis - Aje-aje ali Madagaskarski dolgoprstež - EN
- Diceros bicornis - Črni nosorog ali ozkousti nosorog - CR
- Dicerorhinus sumatrensis - Sumatrski nosorog ali Azijski dvorogi nosorog - CR
- Elaphurus davidianus - Davidov jelen - CR
- Enhydra lutris - Morska vidra  - EN
- Equus grevyi - Grevyjeva zebra ali Kraljeva zebra - EN
- Elephas maximus - Indijski slon - EN
- Giraffa camelopardalis - Žirafa - LR/cd
- Gorilla beringei - Gorska gorila - EN
- Gorilla gorilla - Zahodna nižinska gorila - EN
- Indri indri - Indri - LR/nt
- Leontopithecus chrysomelas - Zlatoglavi levič - EN
- Loxodonta africana Afriški savanski slon - VU
- Manis crassicaudata - Indijski luskavec - LR/nt
- Megaptera novaeangliae - Kit grbavec - VU
- Monachus schauinslandi - Havajska medvedjica - EN
- Myrmecobius fasciatus - Numbat - VU
- Ovis canadensis - Kanadska debeloroga ovca  - LR/cd
- Panthera leo - Lev - VU
- Panthera onca - Jaguar - NT
- Panthera tigris - Tiger - EN
- Pantholops hodgsonii - Tibetanska antilopa ali Čiru ali Orongo  - EN
- Pan paniscus - Pritlikavi šimpanz ali Bonobo  - EN
- Pan troglodytes - Navadni šimpanz - EN
- Phocoena sinus - Kalifornijska rjava pliskavka ali Kočito ali Vaguita - CR
- Physeter macrocephalus - Kit glavač - VU
- Rhinoceros sondaicus - Javanski nosorog - CR
- Pongo abelii - Sumatrski orangutan - CR
- Theropithecus gelada - Dželada - LR/nt
- Tremarctos ornatus - Očalar ali Andski medved  - VU
- Uncia uncia - Snežni leopard - EN
- Urocyon littoralis - Islandska lisica - CR

#### Ogrožene ptice
- Apteryx mantelli - Kiviji - EN
- Aquila clanga - Veliki klinkač - VU
- Aquila heliaca - Kraljevi orel - VU
- Branta sandvicensis - Havajska gos ali Néné - VU
- Cacatua moluccensis - Moluški kakadu - VU
- Casuarius casuarius - (južni) kazuar - VU
- Geronticus eremita - Klavžar - CR
- Falco cherrug - Sokol plenilec - VU
- Falco naumanni - Južna postovka - VU
- Fregata andrewsi - Andrewsova burnica - CR
- Grus leucogeranus - Snežni žerjav - CR
- Gymnogyps californianus - Kalifornijski kondor - CR
- Numenius borealis - Eskimski škurh - CR
- Numenius tenuirostris - Tenkokljuni škurh - CR
- Pitta gurneyi - Gurneyjeva pita - CR
- Strigops habroptila - Kakapo ali Sovji papagaj - CR
- Vanellus gregarius - Stepska priba - CR

#### Ogroženi plazilci
- Ameiva polops - Progasta amejva – CR
- Caretta caretta  - Glavata kareta - EN
- Chelonia mydas  - Orjaška črepaha - EN
- Crocodylus intermedius – Orinoški krokodil – CR
- Crocodylus rhombifer - Kubanski krokodil - EN
- Crocodylus siamensis - Siamski krokodil - CR
- Dermatemys mawii - Tabaskovka - CR
- Dermochelys coriacea  - Orjaška usnjača - CR
- Eretmochelys imbricata - Prava kareta - CR
- Geochelone platynota  - Ploska želva - CR
- Lepidochelys kempii - Atlantska morska želva – CR
- Lepidochelys olivacea - Zelenkasta želva – EN
- Varanus komodoensis - Komodoški varan - VU
- Vipera pontica – Črnomorski gad - CR

#### Ogrožene dvoživke
- Alytes muletensis – Balearski porodničar - VU
- Proteus anguinus – Človeška ribica - VU

#### Ogrožene ribe
- Carcharodon carcharias – Beli morski volk - VU
- Danio pathirana – Progasta cebrica - CR
- Epinephelus itajara – Atlantska orjaška kirnja – CR
- Hexanchus griseus – Šesteroškrgar – LR/nt
- Latimeria chalumnae – Latimerija - CR
- Oncorhynchus apache – Apaški losos – CR
- Pristis perotteti – Velikozobi pilar - CR
- Scleropages formosus - Azijska koščenojezičnica  ali Kelesa - EN
- Sebastes fasciatus – Akadijski rdeči okun - EN
- Totoaba macdonaldi – Totoaba - CR

#### Ogroženi nevretenčarji
- Austropotamobius pallipes - Koščenec - VU
- Birgus latro – Kokosov tatič - DD
- Lycaena dispar - Močvirski cekinček - LR/nt
- Maculinea nausithous - Temni mravljiščar - LR/nt
- Morimus funereus - Bukov kozliček - VU
- Rosalia alpina - Alpski kozliček - VU
- Parnassius apollo – Gorski apolon - VU

#### Ogrožene rastline
17. decembra 2015 je bilo v Rdečem seznamu IUCN uvrščenih 12074 ogroženih vrst (CR, EN, VU), podvrst in varietet, populacij in subpopulacij.

### Rdeči seznam v Sloveniji
V Sloveniji so ogrožene živalske in rastlinske vrste so opredeljene tudi v rdečih seznamih, ki so izdani kot predpis Pravilnik o uvrstitvi ogroženih rastlinskih in živalskih vrst v rdeči seznam. Po pravilniku so vrste uvrščene v Rdeči seznam po stopnji ogroženosti v osem kategorij. Za izboljšanje stanja ogroženih rastlinskih in živalskih vrst se izvajajo ukrepi varstva ogroženih rastlinskih in živalskih vrst in njihovih habitatov. Ukrepi varstva se prednostno izvajajo glede tistih ogroženih rastlinskih in živalskih vrst, ki so domnevno izumrle, prizadete, ranljive in redke.
Leta 2002 je s Pravilnikom o uvrstitvi ogroženih rastlinskih in živalskih vrst v rdeči seznam stopil v veljavo seznam ogroženih živalskih vrst na katerem je več kot štiri petine vseh znanih vrst dvoživk in plazilcev ter skoraj polovica, to je 41, vrst sesalcev.
Seznami v Sloveniji ogroženih prosto živečih vrst rastlin so objavljeni v Pravilniku o uvrstitvi ogroženih rastlinskih in živalskih vrst v rdeči seznam.